# Русин Микола Миколайович
Микола Миколайович Русин (нар. 17 вересня 1970, Ужгород, СРСР) — радянський та український футболіст, нападник. У 1987 році разом з Юнацькою збірною СРСР виграв чемпіонат світу.

## Клубна кар'єра
Русин — вихованець СДЮШОР Ужгорода (перший тренер — С. М. Асталош) і республіканського спортінтернату (Ф. Й. Медвідь).
Клубну кар'єру Русин розпочинав у київському СКА. Потім потрапив у систему «Динамо» (Київ), але за першу команду зіграв лише в одному матчі — проти вільнюського «Жальгіріса» у розіграші кубка Федерації 1988 року. Пізніше грав у білоцерківському «Динамо», ужгородській «Говерлі» та аматорських командах Мукачевого, а в сезоні 1995/96 років спробував свої сили в аматорському клубі з Угорщини, «Тисасалка». Русин завершив кар'єру в сезоні 2001/02 років у складі ФК «Мукачеве».

## Кар'єра в збірній
У 1987 році був викликаний в юнацьку збірну СРСР на чемпіонат світу в Канаді. Русин забив перший гол СРСР на турнірі, на 61-й хвилині відкривши рахунок в матчі з Нігерією. На 79-й хвилині африканці зрівняли рахунок — це була єдина нічия СРСР у групі, всі інші матчі команда виграла (в тому числі розгромила Мексику з рахунком 7:0). У чвертьфіналі з рахунком 3:2 була обіграна Франція. У півфіналі Русин на 77-й хвилині встановив остаточний рахунок матчу з Кот-д'Івуаром — 5:1. У фіналі треба було зустрітися з тією ж Нігерією. Після нічиї 1:1 була серія пенальті, яку СРСР виграв з рахунком 4:2.

## Титули і досягнення
- Чемпіон світу (U-16): 1987